# 肌醇三磷酸
肌醇三磷酸（英語：Inositol trisphosphate，或称为肌醇-1,4,5-三磷酸或三磷酸肌醇，简写为InsP3或IP3）在细胞中与甘油二酯一起被作为信号转导与脂类信号过程的第二信使分子。肌醇三磷酸由磷脂酶C（PLC）催化磷脂酰肌醇-4,5-二磷酸（PIP2）水解而产生，水解后剩下的甘油二酯（DAG）停留在细胞膜上，而肌醇三磷酸则是可溶性的并扩散到整个细胞之中。IP3与DAG共同作为细胞信号传导中的第二信使分子使用。在细胞内，IP3与其受体，即位于内质网上的钙通道结合。当IP3与受体结合时，钙离子被释放到细胞质中，从而激活各种受钙调控的细胞内信号通路。

## 信号通路
细胞内Ca²⁺浓度的增加通常是IP3激活的结果。当配体与一个G蛋白偶联受体（GPCR）结合，该受体连接到Gq异源三聚体G蛋白时，Gq的α亚基可以与PLC同工酶PLC-β结合并诱导其活性，从而导致PIP2被切割为IP3和DAG。
如果信号通路的激活涉及受体酪氨酸激酶（RTK），PLC-γ同工酶的酪氨酸残基会在RTK激活时被磷酸化，这将激活PLC-γ，使其能够将PIP2切割为DAG和IP3。这种过程发生在能够响应生长因子（如胰岛素）的细胞中，因为生长因子是激活RTK的配体。
IP3是一种可溶分子，由PLC作用生成后能够扩散到细胞质中，并到达内质网（ER）或肌肉细胞中的肌浆网（SR）。到达ER后，IP3能够与IP3受体结合。这种受体是一种位于ER表面的配体门控Ca²⁺通道，当IP3作为配体与IP3受体结合时，Ca²⁺通道打开，Ca²⁺被释放到细胞质中，引起下游信号通路的反应。
在心肌细胞中，这种Ca²⁺浓度的增加会激活肌浆网上的Ryanodine受体门控通道，通过一种称为钙诱导钙释放（CICR）的过程进一步增加Ca²⁺浓度。此外，IP3还可能通过增加细胞内Ca²⁺浓度间接激活细胞膜上的Ca²⁺通道。
1. ↑  Foskett, JK; White, C; Cheung, KH; Mak, DO. . Physiological Review. 2007, 87 (2): 593-658. doi:10.1152/physrev.00035.2006.